# Agenzia Spaziale Italiana
L'Agenzia Spaziale Italiana (ASI) è un ente governativo italiano, istituito nel 1988, che ha il compito di predisporre e attuare la politica aerospaziale italiana. Dipende e utilizza i fondi ricevuti dal Governo italiano per finanziare il progetto, lo sviluppo e la gestione operativa di missioni spaziali, con obiettivi scientifici e applicativi.
Gestisce missioni spaziali in proprio e in collaborazione con i maggiori organismi spaziali internazionali, prima tra tutte l'Agenzia spaziale europea (dove l'Italia è il terzo maggior contribuente dopo Francia e Germania, e a cui l'ASI corrisponde una parte del proprio budget), quindi la NASA e le altre agenzie spaziali nazionali. Per la realizzazione di satelliti e strumenti scientifici, l'ASI stipula contratti con le imprese, italiane e non, operanti nel settore aerospaziale.
Ha la sede principale a Roma e centri operativi a Matera (sede del Centro di geodesia spaziale Giuseppe Colombo), a Cagliari, il Sardinia Deep Space Antenna (SDSA), a Malindi, Kenya (sede del Centro spaziale Luigi Broglio). Il centro di Trapani-Milo, usato per i lanci di palloni stratosferici dal 1975, non è più operativo dal 2010.
Ha un organico di circa 468 dipendenti (al 2024), e un budget annuale di circa 2,642 miliardi di euro nel bilancio di previsione 2025. Le attività di ricerca vengono svolte in cooperazione con le Università, il CNR, gli osservatori astronomici, ecc. I campi di studio sono le "scienze dell'universo, le scienze della Terra, le scienze della vita" e la tecnologia aerospaziale.
A giugno 2023 Teodoro Valente è stato nominato Presidente dell'Agenzia.

## La politica spaziale italiana prima dell'ASI
Le attività dell'Agenzia spaziale italiana affondano le radici in una tradizione che fa dell'Italia uno dei primi al mondo ad essersi occupato di questo settore, già da inizio Novecento, con studi, esperimenti e personaggi di rilievo internazionale; alcuni di loro sono citati di seguito.
- Giulio Costanzi, un cui articolo sulla navigazione spaziale e la propulsione nucleare pubblicato nel 1914 è considerato il primo contributo italiano allo studio del volo nello spazio[5].
- Luigi Gussalli, pioniere dell'astronautica, scienza cui si dedicò fin dagli anni Venti, intrecciando una corrispondenza con i padri mondiali delle attività spaziali, come Oberth e Goddard[6]. Da ricordare il suo motore a doppia reazione[7][8], saggi sui razzi pluristadio e, soprattutto, due pubblicazioni nelle quali anticipava idee a quei tempi di là da venire: “Si può tentare un viaggio dalla Terra alla Luna?” del 1923 e “I viaggi interplanetari per mezzo delle radiazioni solari", del 1946.
- Gaetano Arturo Crocco, pioniere sia nel settore aeronautico che in quello spaziale, al quale si deve la prima camera di combustione a liquido italiana e, soprattutto, la formulazione della “fionda gravitazionale” o gravity assist, manovra oggi utilizzata in numerose missioni interplanetarie americane, europee e russe per accelerare le sonde con un ridotto dispendio di carburante.
- Luigi Crocco, universalmente riconosciuto come uno dei maggiori studiosi mondiali nel campo dell'aerodinamica teorica e della propulsione a razzo[9].
- Aurelio Robotti, esperto di propulsione a liquido e padre del primo razzo a liquido italiano a volare con successo (AR3).
- Luigi Broglio, unanimemente considerato padre dell'astronautica italiana, per il suo straordinario contributo che portò l'Italia a diventare il terzo Paese al mondo ad avere un proprio satellite in orbita (il San Marco 1), il primo al mondo ad avere una base di lancio equatoriale (il Centro spaziale Luigi Broglio) e il primo al mondo ad effettuare un lancio equatoriale.[10]
- Carlo Buongiorno, allievo di Broglio e primo direttore generale dell'Agenzia spaziale italiana.

Dopo la fase pionieristica le attività spaziali italiane trovano una prima sistematizzazione nel 1959, con la creazione, all'interno del Consiglio Nazionale delle Ricerche, della commissione per le ricerche spaziali, e nel 1963 venne creato, all'interno del Consiglio Nazionale delle Ricerche, un Istituto di ricerche spaziali, quale strumento di coordinamento della ricerca fondamentale e di quella applicativa per l'attuazione dei programmi spaziali nazionali.

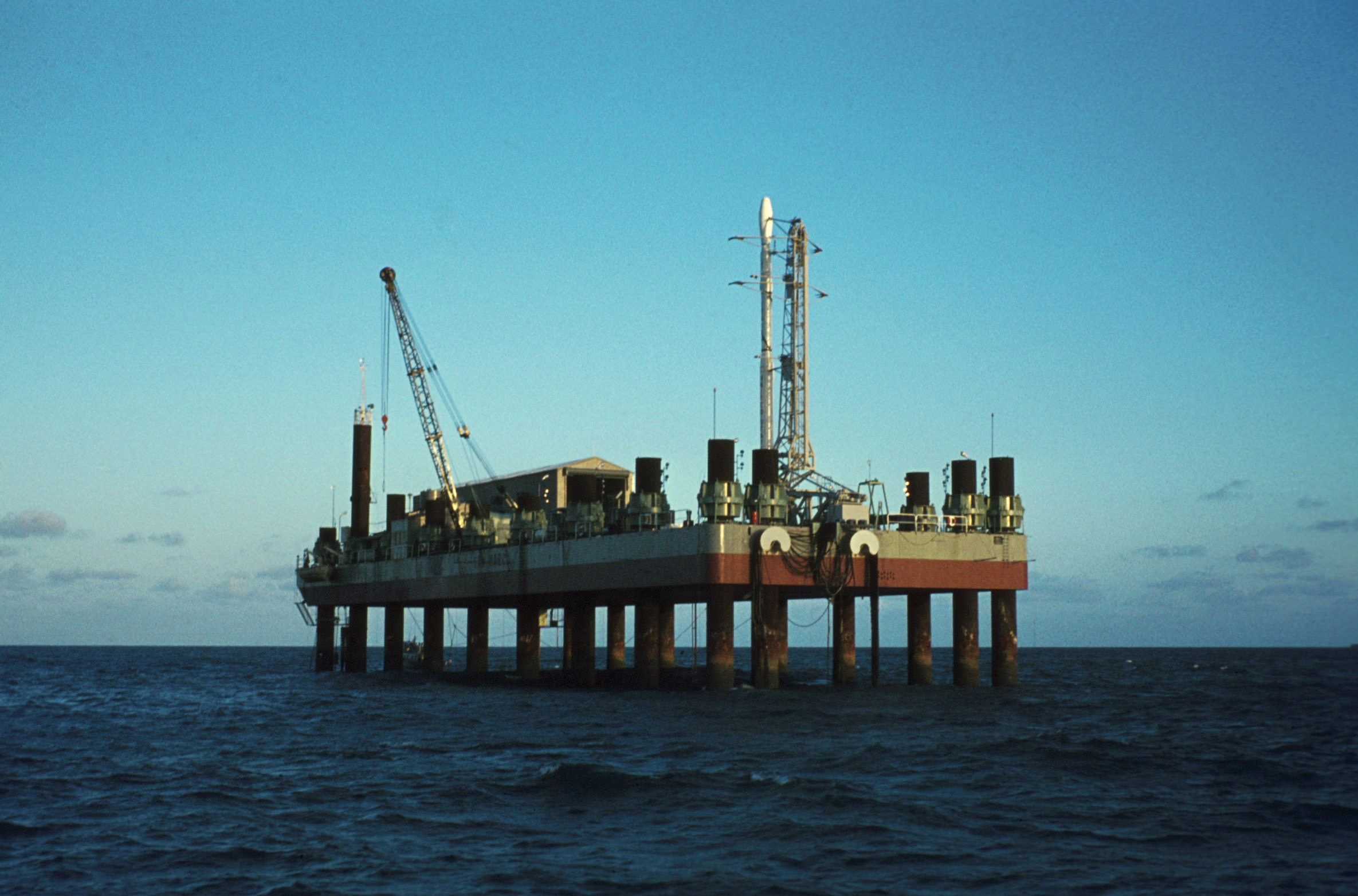
La piattaforma di lancio San Marco nel 1974.

Il primo risultato di quegli sforzi fu, nel 1964, il lancio del satellite artificiale San Marco 1, partito dalla base statunitense di Wallops Island, in Virginia, in virtù di un primo accordo con gli Stati Uniti in materia spaziale. Poco dopo questo lancio, l'Italia si dotò anche di una propria base di lancio rilevando una vecchia piattaforma da sbarco dell'esercito americano (la San Marco) e una vecchia piattaforma petrolifera dell'Eni (la Santa Rita) nei pressi di Malindi, in Kenya, e attrezzando nei dintorni anche un segmento di terra. Nasceva così il Centro spaziale Luigi Broglio, da cui sarebbero partiti negli anni successivi altri quattro satelliti della serie San Marco (San Marco 2 nel 1967, San Marco 3 nel 1971, San Marco 4 nel 1974, San Marco D/L nel 1988).
Nel corso degli anni sessanta, l'Italia iniziò a giocare un ruolo chiave anche nella politica spaziale europea, che proprio allora andava prendendo forma. Nel 1964 aderì infatti alle prime organizzazioni spaziali europee, ELDO (European Launcher Development Organisation, per la costruzione dei lanciatori) ed ESRO (European Space Research Organization, per la realizzazione di satelliti scientifici).
Nel 1970 l'Istituto di Ricerche Spaziali del CNR diventò il Servizio Attività Spaziali, nell'ambito della cui attività fu progettato, realizzato e lanciato in orbita, il 26 agosto 1977, il satellite sperimentale pre-operativo per telecomunicazioni SIRIO. Nel frattempo, nel 1975, nasceva l'Agenzia spaziale europea, di cui l'Italia fu tra i Paesi fondatori e di cui è tuttora il terzo paese contribuente dopo Francia e Germania.
Nel 1980 allo scopo di rafforzare il ruolo italiano nel settore, veniva istituito il Piano Spaziale Nazionale, la cui gestione scientifica, tecnica e amministrativa era interamente affidata al CNR. La costante crescita di importanza del settore spazio, del ruolo italiano e la necessità di una sua razionalizzazione, spinsero però alla creazione di un ente a sé stante, appunto l'Agenzia spaziale italiana, nata nel 1988.

### Space economy italiana
ASI ricopre un ruolo chiave nella space economy nazionale.
Con il decreto-legge n. 35 del 14 marzo 2005 viene avviato l'iter di costituzione dei Distretti Tecnologici regionali i partnership sia con gli enti del governo centrale come il MIUR che con partner privati. Il 25 febbraio 2018 entra in vigore la nuova normativa sulla Space Economy. Viene istituito il Comitato interministeriale per le politiche relative allo spazio e alla ricerca aerospaziale. In base agli obiettivi della legge, la norma sancisce che il Presidente del Consiglio dei ministri, "con proprio decreto da adottare entro quindici giorni" dalla data di entrata in vigore della disposizione, "individua il Sottosegretario di Stato alla Presidenza del Consiglio dei ministri con delega alle politiche spaziali e aerospaziali e l'ufficio della Presidenza del Consiglio responsabile delle attività di supporto, coordinamento e segreteria del Comitato".
L'Agenzia Spaziale Europea valuta che, in Italia, per ogni euro investito nello spazio, l'economia registra 7 euro di ritorni economici, mentre tale ritorno economico, secondo uno studio effettuato dalla stessa ASI con il dipartimento di Economia dell’Università di Roma Tre, ammonterebbe a 11 euro.
In Italia, le circa 220 imprese del settore tra grandi, PMI e start-up e 11 cluster tecnologici regionali e nazionali. Il numero delle adesioni al catalogo è in costante crescita. L'Italia è il terzo finanziatore dell’Agenzia Spaziale Europea e uno dei primi dell’attuale European Astronaut Corps, nonché, realizzando sia lanciatori che satelliti, uno dei pochissimi paesi al mondo a disporre di una filiera di prodotto completa nel settore.
Nel settembre 2015 la NASA ha annunciato la selezione di 13 micro-satelliti che faranno parte della missione Artemis 1 tra i quali figura, unico tra le proposte europee, ArgoMoon, realizzato dall'azienda italiana Argotec in collaborazione con l'Agenzia Spaziale Italiana. Un altro microsatellite di Argotec che ha partecipato alla missione DART della NASA è il LiciaCube (Light Italian cubesat for imaging of asteroids) progetto di un cubesat italiano coordinato dall'ASI. Questo satellite fa parte della missione DART e si è separato dalla sonda principale poco prima dell'impatto di quest'ultima con il meteorite per documentare gli effetti dell’impatto.
Viene inoltre approvato il programma multimissione PLATiNO (Piccoli Satelliti ad Alta Tecnologia), per sviluppare la capacità industriale nel settore dei satelliti di piccola massa. Il 7 agosto 2019, l'azienda Sitael ha firmato un contratto con l'Agenzia Spaziale Italiana per la realizzazione di una piattaforma satellitare, "Platino-1" che ha lo scopo di validare le tecnologie che compongono il satellite, compresa la micro-antenna SAR realizzata da Thales Alenia Space.
Nel 2020 nasce Primo Space, il primo fondo di venture capital italiano specializzato nel settore spaziale, promosso dalla società Primomiglio Sgr ed a cui partecipa Cassa Depositi e Prestiti. Il nuovo fondo nasce con il supporto dell’Agenzia spaziale italiana e della Fondazione E. Amaldi, principale advisor di Primo Space nella valutazione tecnica. Il fondo ha ricevuto 30 milioni di finanziamento dal Fondo europeo d’investimenti (FEI)  nell'ambito del programma pilota InnovFin Equity Space, a sua volta inserito nel programma Ue Horizon 2020.
Ad Ottobre 2020, l'azienda Sitael ha anche vinto un bando straordinario dell'Agenzia Spaziale Europea per fronteggiare l'emergenza COVID-19 con tecnologie spaziali. Sitael realizzerà un treno-ospedale con postazioni di terapia intensiva connesse via satellite per servizi di tele-medicina anche in movimento. Il progetto si chiama ICUTRAIN (Intensive Care Unit TRAIN), ed è stato selezionato dall’ESA come vincitore del bando "Space in response to COVID-19 outbreak", fra gli oltre 130 inizialmente selezionati. ICUTRAIN è un’idea di Sitael, proposto dall'ASI.
A fine 2021 nasce inoltre il programma Iride, una nuova costellazione formata da una cinquantina di satelliti di varie dimensioni e caratteristiche, che ha visto a gennaio 2025 il lancio del satellite Pathfinder, il primo della costellazione HEO (Hawk for Earth Observation), realizzata da Argotec per il programma IRIDE, che sarà composto da sei costellazioni progettate per fornire informazioni per una vasta gamma di servizi ambientali, di emergenza e di sicurezza per l'Italia.
Il progetto del lanciatore Vega è nato in Italia e in seguito è stato fatto proprio dall'Agenzia Spaziale Europea. Siamo arrivati oggi al Vega C che rappresenta l’evoluzione tecnologica del Vega. Il lanciatore è progettato per aumentare la propria capacità di carico fino a 2200 kg in orbita bassa terrestre.  Il vettore è in grado di offrire migliori prestazioni rispetto al suo predecessore ed un costo più competitivo, grazie a una maggiore efficienza nei processi di produzione. Il volo inaugurale è avvenuto il 13 luglio 2022 alle ore 15:13 dallo spazioporto europeo di Kourou in Guyana Francese. Il 5 dicembre 2024 Vega C ha effettuato un lancio con a bordo 
A gennaio 2025 è iniziato il viaggio di LuGRE (Lunar GNSS Receiver Experiment), il payload innovativo interamente progettato e realizzato in Italia per conto dell’Agenzia Spaziale Italiana, frutto della collaborazione tra ASI e la NASA. La missione congiunta segna un importante passo avanti nelle missioni spaziali preparatorie per il programma ARTEMIS. La missione ha come obiettivo la ricezione dei segnali dei satelliti di radio-navigazione GPS e Galileo dalla Terra e da e verso la Luna, grazie ad una tecnologia avanzata chiamata Software Defined Radio Receiver, che permette di misurare con precisione la posizione nello spazio, anche in ambienti molto lontani dal nostro pianeta. Questo contribuirà significativamente alla preparazione di missioni lunari permanenti.
Il 16 giugno 2022, l'amministratore NASA, Bill Nelson ha firmato un accordo con ASI nell'ambito del Comitato interministeriale per le politiche relative allo Spazio e alla ricerca aerospaziale (COMINT) che sanciva la collaborazione per la creazione del primo modulo lunare per le prossime missioni Artemis.
Alla ministeriale di novembre 2022, in cui sono selezionati i diciassette nuovi membri del programma astronauti europeo vengono selezionati tra le riserve del programma due italiani Anthea Comellini e Andrea Patassa. Nello stesso incontro viene inoltre confermata la presenza di un astronauta italiano sulla futura stazione spaziale Lunar Gateway, ed i nomi più papabili sono Samantha Cristoforetti e Luca Parmitano. L’Italia ha inoltre sottoscritto l’avvio del nuovo programma, Moonlight, mirato allo sviluppo di un sistema di telecomunicazioni e navigazione lunari con i servizi associati, come nuovo contributo europeo al programma Artemis della NASA e del programma Future EO, che prepara alle prossime missioni e sviluppa i nuovi strumenti tecnologici di osservazione europei. È stato definito il bilancio economico di questa tornata ministeriale che ha portato ad un contributo totale complessivo di 16,9 miliardi di euro. L’impegno italiano è superiore ai tre miliardi di euro nei successivi cinque anni, con un incremento superiore al 20% rispetto alla precedente ministeriale del 2019. Tale ammontare rappresenta circa 18,2% del contributo globale dei 22 stati membri e conferma il posizionamento dell’Italia al terzo posto dopo Germania e Francia.

## Settori di attività
Fin dalla sua nascita l'ASI ha organizzato il suo lavoro e i suoi investimenti su cinque direttrici principali: lo studio scientifico dell'Universo, l'osservazione della Terra da satellite, le telecomunicazioni, l'abitabilità nello spazio, lo sviluppo di mezzi per l'accesso allo spazio e la meteorologia.
Grande valore per la messa in pratica di queste attività sono la collaborazione con istituti di ricerca e università italiane, ne è un esempio l’esperienza prodotta con il programma UniSat presso la Scuola di Ingegneria Aerospaziale dell’Università di Roma “La Sapienza” raccolta poi da aziende private come GAUSS.

### Osservazione dell'universo
L'attività di Osservazione dell'Universo dell'ASI è al suo interno strutturata nelle tre linee "Esplorazione del Sistema Solare", "Cosmologia e Fisica Fondamentale" e "Astrofisica delle Alte Energie". Le attività scientifiche sono svolte in collaborazione con le Università, il Consiglio Nazionale delle Ricerche, enti di ricerca come l'Istituto nazionale di astrofisica (INAF) e l'Istituto nazionale di fisica nucleare (INFN). Nel corso della sua attività l'ASI ha messo in orbita propri satelliti scientifici e partecipa alle maggiori missioni ESA e NASA per l'esplorazione del sistema solare e lo studio dello spazio profondo. Il primo satellite scientifico messo in orbita dall'ASI è stato Beppo-SAX, realizzato in collaborazione con l'agenzia spaziale olandese (NIVR) e dedicato a Giuseppe "Beppo" Occhialini, uno dei padri dell'astrofisica delle alte energie in Italia. Lanciato nel 1996, questo satellite per lo studio delle emissioni in banda X (che avrebbe dovuto rimanere operativo per due anni ma ha in realtà continuato a lavorare fino al 2003), ha contribuito in modo determinante alla comprensione del fenomeno cosmico dei lampi di raggi gamma.
Sempre nel campo dell'astrofisica delle alte energie, il 23 aprile del 2007 l'ASI ha lanciato il satellite per astronomia gamma AGILE. La particolarità di AGILE è la combinazione di due rivelatori a immagini, operanti simultaneamente nelle bande di energia gamma e di raggi X-duri, fusi in un unico strumento dalle grandi capacità scientifiche.
Per quanto riguarda le partecipazioni a missioni internazionali, vanno ricordate:
- la missione congiunta NASA/ESA/ASI Cassini-Huygens destinata al sistema di Saturno (lanciata nel 1997 e giunta a destinazione nel 2004); l'Italia ha fornito il cuore del sistema di telecomunicazioni: l'antenna ad alto guadagno. Anche il contributo scientifico alla sonda Cassini è notevole: sono italiani il canale visibile dello spettrometro a immagini VIMS, le unità a radiofrequenza del radar e dello strumento di radioscienza, capace di rivelare l'effetto delle onde gravitazionali e di effettuare misure relativistiche.
- il laboratorio orbitante INTEGRAL, per l'osservazione del cielo in raggi gamma (2002).
- la missione Mars Express dell'ESA (lanciata nel 2003) a cui l'Italia, con l'ASI, contribuisce in maniera più che rilevante, in particolare con il radar MARSIS che ha permesso di rilevare la presenza di acqua e vapore acqueo, nonché di metano distribuito in maniera tale da far ipotizzare sia prodotto da microrganismi quali batteri.
- per il satellite NASA Swift Gamma Ray Burst Explorer, partito nel 2004 per il programma Explorer, dedicato allo studio dei lampi gamma in galassie lontane e l'Italia ha fornito gli specchi del telescopio XRT insieme a parte del software per l'analisi dei dati X. Inoltre Swift utilizza le antenne della stazione ASI di Malindi per ricevere i comandi e trasmettere i dati, questa operazione viene ripetuta una dozzina di volte al giorno ad ogni passaggio del satellite in vista della stazione. La partecipazione italiana a Swift è finanziata dall'ASI e dall'Istituto nazionale di astrofisica (INAF).
- la missione NASA Mars Reconnaissance Orbiter, lanciata il 12 agosto 2005, che porta a bordo come strumenti principale un radar, SHARAD, voluto e costruito dall'ASI.
- la missione ESA Venus Express, basata sullo stesso design di Mars Express, partita alla fine del 2005 e giunta a Venere nell'aprile del 2006: l'ASI ha contribuito con lo spettrometro VIRTIS, dedicato allo studio dell'atmosfera del pianeta.
- la missione dell'ESA Rosetta, partita nel 2004 verso la cometa 67P/Churyumov-Gerasimenko, che è stata raggiunta con successo a novembre 2014. La missione porta con sé un lander, chiamato Philae, che per la prima volta nella storia è atterrato sulla superficie di una cometa e ha prelevato campioni della sua superficie. Quest'ultima operazione è stata svolta con il trapano SD2, costruito in Italia dall'ASI. Sull'orbiter è invece presente lo spettrometro VIRTIS, anch'esso di costruzione italiana.
- la sonda NASA DAWN, partita nel 2007, dedicata allo studio delle origini del sistema solare attraverso l'analisi dell'asteroide Vesta e del pianeta nano Cerere. Ha a bordo lo spettrometro VIR-MS, evoluzione dello strumento VIRTIS della missione Rosetta, realizzato sotto gestione dell'ASI.
- la sonda NASA Juno, partita nel 2011, dedicata allo studio di Giove, ha a bordo il JIRAM (Jovian Infrared Auroral Mapper) con l'obiettivo principale di sondare gli strati superiori dell'atmosfera gioviana fino a una pressione tra 5 e 7 bar, nelle lunghezze d'onda dell'infrarosso tra 2 e 5 micrometri, usando una fotocamera e uno spettrometro. Questo strumento è stato costruito dall'Istituto Nazionale di Astrofisica (INAF) e la Selex-Galileo Avionica. L'investigatore principale per la missione sarebbe stata Angioletta Coradini, che però è deceduta il 5 settembre 2011, un mese dopo il lancio della sonda Juno.[29]
- la missione ExoMars, nella cui prima parte (2016) ha contribuito costruendo il Lander Schiaparelli, interamente italiano, con lo scopo di testare il sistema di atterraggio per il rover della seconda parte della missione, conclusosi comunque con un fallimento per non essere atterrato come dovrebbe, ma utile per il suo scopo di sperimentazione.
- la sonda ESA/JAXA denominata BepiColombo lanciata nel 2018 verso Mercurio, oltre a prendere il nome dall'eminente scienziato italiano, è costituita da due Orbiter, uno dell'ESA ed uno della JAXA, il primo dei quali reca a bordo 11 strumenti di cui 4 sono progetti italiani: Isa (Italian Spring Accelerometer[30]), Serena (Search for Exosphere Refilling and Emitted Neutral Abundances), More (Mercury Orbiter Radio science Experiment) e soprattutto Simbio-Sys (di cui si occuperà l'Osservatorio di Padova, a quest'ultimo, sviluppato assieme all'agenzia spaziale francese, sarà dedicato più del 50% del volume dell'intera missione).
- l'osservatorio IXPE lanciato nel dicembre 2021 atto a misurare la polarizzazione dei raggi X provenienti da oggetti astrofisici come quasar, pulsar, magnetar, supernove, nuclei galattici e buchi neri. I tre telescopi di bordo sono costruiti con l'aiuto dell'INFN e dell'INAF. La missione è inoltre in collaborazione con la NASA che si è occupata dei restanti sistemi di bordo, dell'assemblaggio finale e del vettore di lancio.[31]

### Osservazione della Terra
L'Agenzia spaziale italiana ha dedicato particolare attenzione ai programmi di Osservazione della Terra sia partecipando ai numerosi programmi in ambito ESA (ERS-1, ERS-2, Envisat), sia avviando collaborazioni con altre Agenzie spaziali europee ed internazionali (il programma Vegetation, per il monitoraggio della vegetazione terrestre, con la Comunità Europea, l'agenzia spaziale francese CNES, l'agenzia spaziale belga BISA e l'agenzia spaziale svedese SSC; i progetti SAR-X e SRTM, per l'osservazione della Terra in banda X, con l'agenzia spaziale tedesca DLR e la NASA).
Il 22 ottobre del 1992 l'ASI ha lanciato, in collaborazione con la NASA, il satellite LAGEOS-2 (che seguiva la missione NASA LAGEOS-1 lanciata nel 1976): si tratta di un satellite passivo, una sfera di alluminio ricoperta da specchi in grado di riflettere raggi laser emessi dalle stazioni a Terra, e che ha consentito accurate misurazioni dei movimenti delle placche tettoniche, del campo gravitazionale terrestre e degli spostamenti dell'asse di rotazione terrestre. Nel 2012 è stato lanciato LARES, un satellite che svolgerà una missione simile a quella di LAGEOS 2 ma che permetterà misure con precisione maggiore.
Più recentemente l'ASI ha sviluppato poi il programma COSMO-SkyMed, una costellazione satellitare in orbita bassa, equipaggiata con sensori radar, in condizione di monitorare il territorio in qualsiasi condizione meteorologica, in grado di raccogliere dati di interesse ambientale, con elevata frequenza di rivisitazione dei siti, e di renderli disponibili all'utenza in tempi rapidi.
Il sistema è essenzialmente dedicato alla protezione civile, al monitoraggio dell'ambiente e del clima, alla prevenzione delle catastrofi, al controllo delle coste, alle risorse idrogeologiche. Il lancio del primo satellite è avvenuto il 7 giugno 2007
Inoltre l'ASI e il CONAE (l'ente spaziale argentino) hanno firmato un accordo per la costituzione del Sistema SIASGE che prevede l'integrazione dei sistemi satellitari italiano COSMO-SkyMed e quello argentino SAOCOM, capace di coprire l'80% delle richieste da parte della comunità internazionale.
Nel 2010 è stata decisa la missione SHALOM, acronimo di Spaceborne Hyperspectral Applicative Land and Ocean Mission, è una missione spaziale scientifica congiunta dell'Agenzia spaziale israeliana e dell'Agenzia Spaziale Italiana per sviluppare un satellite iperspettrale per l'osservazione della Terra.
Nel 2018 l'ASI partecipa alla missione CSES una missione congiunta sino-italiana composta da un satellite per lo studio del campo magnetico, del plasma e dei flussi di particelle nell'orbita terrestre. L'Italia partecipa alla missione CSES attraverso il progetto LIMADOU guidato dal professor Piergiorgio Picozza (ricercatore principale) che ha fornito l'High Energy Particle Detector (HEPD) del satellite, progettato per ottimizzare la rilevazione di particelle cariche in caduta dalla fascia di Van Allen interna a causa di fenomeni sismici e perturbazioni elettromagnetiche di natura non sismica. Ha inoltre collaborato allo sviluppo e al collaudo dell'Electronic Field Detector (EFD) nella camera al plasma dell'INAF-IAPS a Roma e partecipa all'analisi dei dati di tutti gli strumenti del satellite CSES.
Il 22 marzo 2019 viene lanciato, tramite vettore Vega, il PRISMA acronimo di "PRecursore IperSpettrale della Missione Applicativa". Lo scopo della missione è di testare un dimostratore tecnologico dotato di strumenti ottici per il monitoraggio delle risorse naturali e delle caratteristiche dell'atmosfera. PRISMA sarà in grado di monitorare i fenomeni geologici che avvengono in Italia, lo stato delle risorse naturali, la qualità dell'aria e i livelli di inquinamento. PRISMA è una missione ASI continuazione del programma HypSEO per sviluppare una fotocamera iperspettrale per applicazioni spaziali ed interrotto nel 2002.

### Telecomunicazioni e navigazione satellitare
Il primo successo in questo campo fu, poco dopo la fondazione dell'ASI, il lancio, avvenuto il 16 gennaio 1991, del primo satellite per telecomunicazioni Italsat F1, cui si aggiunse, l'8 agosto 1996, Italsat F2. In ambito ESA, l'ASI ha partecipato inoltre ai progetti OLYMPUS e Artemis.
Oggi l'ASI è impegnata soprattutto, assieme all'ESA e alla gran parte del settore spaziale europeo, nello sviluppo del sistema di navigazione satellitare Galileo. L'industria italiana è infatti coinvolta sia nella costruzione di alcuni dei satelliti che formeranno il sistema (con Thales Alenia Space) sia nella predisposizione del segmento di terra, con Telespazio. L'ASI ha il compito di coordinare gli investimenti italiani nel progetto Galileo e di sostenere lo sfruttamento delle opportunità offerte da questo progetto, in particolare nel settore dei trasporti.

### Sviluppo di lanciatori e navette spaziali
L'ASI ha sviluppato IRIS, uno stadio propulsivo per il trasferimento orbitale dalla "stiva" dello Space Shuttle NASA all'orbita di trasferimento di carichi utili con un peso fino a 900 kg. È stato utilizzato nell'ottobre del 1992 per l'inserimento di LAGEOS II in orbita circolare a 6000 km.
L'ASI partecipa in ambito ESA allo sviluppo del nuovo vettore Ariane 5, ed è il principale finanziatore del lanciatore Vega, vettore per satelliti della classe fino a 1500 kg da inserire in orbita bassa. L'Agenzia spaziale italiana contribuisce con il 65% del budget del progetto VEGA, e l'industria italiana è fortemente coinvolta nella sua realizzazione.
La filiera industriale spaziale italiana con capofila l'ASI e Leonardo è impegnata nello sviluppo del progetto della navetta ESA denominata Space Rider finanziata principalmente dall'Italia. Inoltre, tramite l'ESA e il CIRA, l'ASI sta partecipando allo sviluppo dello spazioplano ipersonico Hexafly.
In questo programma di sviluppo di trasporti spaziali va a collocarsi anche l'accordo in merito allo sviluppo del primo spazioporto italiano firmato da ALTEC e Virgin Galactic all'interno del distretto aerospaziale pugliese.

### Abitabilità nello spazio
Il primo grande impegno dell'ASI nella ricerca sulle stazioni spaziali orbitanti abitabili è stato con le due missioni Tethered (1992 e 1996), il cosiddetto "satellite a filo". L'esperimento nasceva da un'intuizione dell'italiano Giuseppe Colombo dell'Università di Padova, per verificare la possibilità di ottenere energia sufficiente al mantenimento di una stazione orbitale per mezzo di un satellite collegato alla stazione stessa da un lungo cavo metallico. Attraversando la ionosfera, ed i relativi campi magnetici, il cavo può infatti generare corrente elettrica.
Oggi l'Italia ha un ruolo rilevante nel programma di sviluppo ed utilizzazione della Stazione spaziale internazionale (ISS), raggiunto non solo con la partecipazione significativa al programma europeo dell'ESA per la realizzazione del modulo Columbus ed alla sua utilizzazione (cui l'Italia partecipa in misura del 19%), ma anche attraverso uno specifico accordo bilaterale con la NASA.
Secondo questo accordo, l'ASI ha infatti fornito alla NASA tre moduli logistici per il trasporto di rifornimenti e attrezzature verso la Stazione: Multi-Purpose Logistics Module (MPLM), progettati e costruiti dall'industria italiana (con Alenia Spazio, oggi Thales Alenia Space, come primo contraente) sotto coordinamento dell'ASI. Inoltre, l'ASI ha costruito (questa volta nell'ambito di un contratto tra ESA e NASA), basandosi sullo stesso progetto, il Nodo 2 (successivamente denominato Harmony), un elemento pressurizzato che fa da modulo di interconnessione tra i laboratori di costruzione statunitense e quelli di costruzione europea e giapponese, e ha portato fino a un elevato livello di sviluppo il Nodo 3 (denominato Tranquility), che verrà invece concluso nell'ambito di un contratto ESA.
In cambio della fornitura dei moduli MPLM, l'ASI ha avuto dalla NASA sei opportunità di volo per astronauti italiani verso la Stazione Spaziale Internazionale. La prima di queste opportunità è stata sfruttata da Umberto Guidoni nel 2001, primo europeo ad approdare sulla Stazione Spaziale Internazionale. La seconda è toccata invece a Paolo Nespoli, che tra ottobre e novembre del 2007 ha accompagnato in orbita il Nodo 2.
L'ASI tramite l'ESA e Thales Alenia Space sta contribuendo al progetto di realizzazione della nuova stazione spaziale denominata Lunar Orbital Platform-Gateway.

## Società, fondazioni ed associazioni partecipate da ASI

### Aziende
L'ASI, quale ente nazionale di riferimento del settore aerospaziale, nel perseguire le finalità indicate nel proprio Statuto e nel D. Lgs. n. 128/2003, partecipa, come azionista di minoranza o di riferimento, in società di capitali, in partenariato con soggetti pubblici e privati, attuando, a seconda dei casi, diversificate politiche di governance e di gestione aziendale.Tutte le partecipazioni dell’ASI sono detenute e finalizzate al perseguimento dei propri scopi istituzionali e sono periodicamente poste sotto revisione per verificarne l’attualità e la sostenibilità economico-finanziaria.

#### A.L.T.E.C.
Aerospace Logistics Technology Engineering Company S.p.A. (ALTEC) è una società pubblico-privata con sede a Torino e costituisce un centro di eccellenza per la fornitura di servizi ingegneristici e logistici a supporto delle operazioni e dell’utilizzazione della Stazione spaziale internazionale e a supporto dello sviluppo e della realizzazione di missioni di esplorazione planetaria.
Il socio di maggioranza è la società Thales Alenia Space Italia S.p.A. che detiene il 63,75% delle azioni; l’Agenzia Spaziale Italiana detiene il 36,25% delle azioni.
A partire dagli ultimi mesi dell’anno 2015, la società è stata interessata da un processo di revisione dell’assetto azionario che si è concluso con l’assemblea straordinaria del 29 gennaio 2016, in cui gli attuali soci (Thales Alenia Space Italia e l’Agenzia Spaziale Italiana) hanno deliberato il definitivo assestamento delle quote approvando il nuovo statuto sociale, contenente anche la variazione della denominazione sociale.
Oggi nella sede di ALTEC sono presenti due centri di controllo per la Stazione Spaziale, uno collegato alla NASA e uno all’ESA. ALTEC è inoltre sede del Gaia DPCT (Data Processing Data Torino), centro nazionale di elaborazione dell’ingente mole di dati scientifici del programma europeo GAIA dell’ESA per l’osservazione dell’Universo. Nell’ambito del programma ESA di utilizzo della ISS, ALTEC ha la responsabilità dei servizi di addestramento degli astronauti, di logistica (ALTEC è il Centro Logistico Europeo) e di supporto alle operazioni. Oltre a fornire supporto ingegneristico dal suo centro di controllo, coadiuva con proprio personale distaccato le attività del centro di controllo ESA in Germania. La società è, inoltre, impegnata nelle attività relative alla realizzazione in volo degli esperimenti italiani sulla ISS.
ALTEC S.p.A. è centro di eccellenza per la fornitura di servizi ingegneristici e logistici a supporto delle operazioni e dell’utilizzazione della Stazione Spaziale Internazionale e anche a quello di altre infrastrutture in favore di ASI, di ESA, di altre Agenzie Spaziali, di Enti pubblici, di comunità scientifiche, di industrie nazionali ed estere e di altri soggetti privati. È a supporto dello sviluppo e realizzazione di missioni di esplorazione planetaria, nonché operante in iniziative commerciali correlate alla space economy, utilizzando anche il know-how e le infrastrutture realizzate.
La scelta nel maggio 2018 dell'Aeroporto di Taranto-Grottaglie come luogo dove sorgerà il primo spazioporto italiano operativo per i voli suborbitali (individuato dal Ministero delle infrastrutture e dei trasporti e dall'ENAC per realizzarlo entro il 2020) fa seguito all'accordo firmato nel dicembre del 2017 tra Altec e la Virgin Galactic di Richard Branson, che sta sviluppando la SpaceShipTwo, navetta per il volo suborbitale destinata al turismo spaziale, ma anche un sistema di lancio per piccoli satelliti in orbita bassa. In base all'intesa tra le due aziende saranno valutate congiuntamente le opportunità operative dello spazioporto italiano per la Virgin Galactic, per eseguire voli sperimentali suborbitali, addestramento astronauti e piloti, scopi didattici e turismo spaziale, facendo anche seguito all'accordo firmato nel giugno del 2017, presso la “Casa dell'Aviatore” dell'Aeronautica Militare, un accordo di cooperazione tra l'americana FAA (Federal Aviation Administration), ENAC e ASI sul “Commercial Space Transportation”. La collaborazione proposta si basa sull'utilizzo del sistema di volo spaziale Virgin Galactic, in particolare lo Spazioplano riutilizzabile SpaceShipTwo ed il suo velivolo vettore, White Knight Two che verranno assemblati in Puglia con la collaborazione della Sitael di Mola di Bari.
Nel 2019 viene inaugurato, sempre nel centro ALTEC a Torino, il Rover Operations Control Center (ROCC) centro di controllo e sviluppo fondamentale per le future missioni robotiche di esplorazione della ESA in particolare ExoMars. All'interno del centro sono comprese diverse strutture strategiche:
- Operations room: dove tutte le operazioni del Rover vengono pianificate, gestite ed eseguite insieme ai team scientifici.
- MarsTerrain Simulator (MTS): dove viene simulato il terreno marziano (dal punto di vista morfologico e mineralogico) a supporto dell’attività operativa quotidiana, dei test funzionali del Rover Ground Test Model (GTM) e per riprodurre le contingenze che il Rover si trova ad affrontare sulla superficie marziana.
- Tilting platform: è una struttura di 8 x 8 metri che permette di supportare i test del Rover Ground Test Model (GTM).
- Drilling and illumination system: per riprodurre e testare le operazioni di trapanatura e simulare la variazione di luce marziana.

#### SpaceLab
Fondata come ELV S.p.A. (European Launch Vehicle) nel dicembre 2000 da Avio S.p.A. e Agenzia Spaziale Italiana, il 1º marzo 2018 ha cambiato la propria denominazione sociale in Spacelab S.p.A., in seguito a un'operazione di M&A. Essa è partecipata al 70% da Avio S.p.A. e al 30% dall'Agenzia Spaziale Italiana.
Contestualmente all'operazione di fusione è stato mutato l’oggetto sociale. Spacelab svolge in Italia e all'estero, attività nel settore dell’industria aerospaziale e, in particolare, nel campo dei sistemi di trasporto spaziale, dei lanciatori e dei loro componenti e attrezzature. Spacelab è impegnata in particolare in attività di ricerca e di sviluppo di nuove tecnologie e di infrastrutture di prova nel settore del trasporto spaziale.

#### e-GEOS
La società e-GEOS S.p.A., è stata costituita nel 2000 dall'Agenzia Spaziale Italiana, che ha selezionato il socio privato - la società Telespazio S.p.A. - a seguito di bando di gara internazionale, e con cui ASI ha sottoscritto un Accordo di Joint Venture (“AJV”) finalizzato a costituire e regolare un rapporto associativo per la promozione e lo sviluppo del mercato nazionale ed internazionale delle applicazioni e dei servizi commerciali nel settore dell'Osservazione della Terra.
La Società ha per oggetto principale lo svolgimento di attività di sviluppo, produzione e commercializzazione di servizi, prodotti e applicazioni nel settore dell'Osservazione della Terra. Sulla base di Accordi e Convenzioni nazionali ed internazionali, e-GEOS ha avuto riconosciuto un ruolo esclusivo di soggetto gestore del ground segment e dell’attività di utilizzazione della costellazione satellitare COSMO-SkyMed, fatta salva la competenza della Difesa in chiave duale. Tali accordi prevedono tra l’altro la gestione da parte di e-GEOS dei servizi relativi agli impianti ASI di Matera e Malindi destinati alle attività di Osservazione della Terra.
ASI detiene il 20% delle azioni di e-GEOS S.p.A.

### Fondazioni ed associazioni di cui ASI fa parte
ASI aderisce ad associazioni i cui scopi siano in linea con i propri scopi istituzionali.

#### A.P.R.E.
L'Agenzia per la Promozione della Ricerca Europea (APRE) è un’associazione senza scopo di lucro che agisce in stretto collegamento con il MIUR.
L'associazione ha lo scopo di fornire ai propri associati, nonché ad enti pubblici, enti privati e persone fisiche, informazioni, supporto e assistenza in materia di partecipazione italiana ai programmi ed alle iniziative di collaborazione a livello nazionale ed europeo nel campo della ricerca e sviluppo, dell'innovazione tecnologica e del trasferimento dei risultati.

#### C.O.D.I.G.E.R.
La Conferenza Permanente dei Direttori Generali degli Enti Pubblici di Ricerca (CODIGER) è un’associazione autonoma e senza fini di lucro con durata illimitata, attiva su tutte le questioni attinenti alla gestione degli Enti pubblici di ricerca italiani, di cui ASI è membro.

#### C.T.N.A.
Il Cluster Tecnologico Nazionale Aerospazio (CTNA), in quanto Associazione riconosciuta, agisce come interlocutore unico nazionale tra tutti gli attori principali del sistema aerospaziale nazionale: Grandi, medie e piccole aziende, Centri di Ricerca, mondo Accademico, Istituzioni Governative, Agenzie e Piattaforme nazionali, Federazioni di Categoria e Distretti industriali e tecnologici aerospaziali regionali.
È quindi un punto di sintesi e convergenza di bisogni e priorità dei diversi portatori di interesse del sistema aerospaziale nazionale. L’ASI è membro fondatore del CTNA.
Ne fanno parte Cluster Lucano Aerospazio (CLAS), Distretto Aerospaziale Piemonte (DAP), Distretto Advanced Manufacturing 4.0 per conto di Regione Toscana, Distretto Tecnologico Aerospaziale della Campania (DAC), Distretto Aerospaziale Sardegna (DASS), Distretto Tecnologico Aerospaziale S.c.a. r.l. (DTA), Dominio ICT/Aerospazio Abruzzo, IR4I Cluster Tecnologico Aerospaziale dell’Emilia-Romagna, Lazio Innova Spa, Lombardia Aerospace Cluster, Umbria Aerospace Cluster, Distretto Tecnologico Ligure sui Sistemi Intelligenti Integrati, Consiglio Nazionale delle Ricerche (CNR), Centro Italiano ricerche aerospaziali (CIRA), GE Avio, Leonardo Spa, Federazione Aziende Italiane per l’Aerospazio, la Difesa e la Sicurezza (AIAD).

#### C.V.A.
La Communauté des Villes Ariane (CVA) fu creata nel 1998 sotto forma di associazione riconosciuta non avente scopo di lucro di diritto francese. L’associazione raggruppa le città europee (denominate città “Ariane”) e le imprese industriali che lavorano nel campo del trasporto spaziale europeo. Ha sede a Évry (Essonne).
L’ASI è Membro Aderente del CVA dal 2017.

#### E.S.P.I.
L'European Space Policy Institute (ESPI) è un’associazione internazionale con sede a Vienna e costituita come organizzazione non-profit di diritto austriaco. È composta da ricercatori ed esperti indipendenti, di cui ASI è membro ordinario. Opera a livello globale perseguendo diversi obiettivi in ambito di politica, ricerca e cultura spaziale.

#### Fondazione E. Amaldi
L’obiettivo primario della Fondazione E. Amaldi è quello di promuovere e sostenere la ricerca scientifica finalizzata al trasferimento tecnologico, partendo dal settore spaziale, come strumento fondamentale per lo sviluppo economico del Paese e come fonte di innovazione per il miglioramento della competitività, della produttività e dell’occupazione. Il modello di riferimento a cui ci si è ispirati è il Fraunhofer Institute tedesco, eccellenza assoluta nel trasferimento tecnologico e nella ricerca applicata.
La Fondazione si propone di sviluppare e mettere a disposizione i risultati di ricerca applicata, prodotta da differenti attori pubblici e privati e a produrre attività di ricerca interna. Questo approccio, comunemente chiamato “innovazione aperta”, tende da una parte a velocizzare l’acquisizione di innovazione da parte delle PMI, mettendo in contatto direttamente e nello stesso ambiente i vari ricercatori di diversa estrazione, dall'altra ad abbattere i costi di Ricerca e Sviluppo.

#### I.A.F.
Fondata nel 1951, la International Astronautical Federation (IAF) è un’organizzazione internazionale non governativa no-profit, localizzata a Parigi.
Il suo scopo è quello di promuovere la ricerca spaziale, lo sviluppo e l’applicazione di attività spaziale per scopi pacifici nonché di arricchimento culturale e sfida per la società, battendosi per dimostrare a quest’ultima i benefici sulla qualità della vita derivanti dalle attività relative allo spazio.

#### N.E.R.E.U.S.
Il Consorzio Network of European Regions Using Space Technologies (NEREUS) è un’associazione internazionale no-profit registrata sotto la legge Belga e con sede a Bruxelles.
ASI è Membro Associato NEREUS dal 2016 in funzione proprio dello svolgimento delle attività previste nella "Nereus Political charter", che rientra nell'ambito delle competenze istituzionali dell'ASI, con la finalità di promuovere ulteriormente la ricerca scientifica e tecnologica nel settore spaziale, rafforzando le proprie connessioni internazionali, eventualmente creando, attraverso iniziative congiunte con le diverse regioni, nuove occasioni di investimento e finanziamento coinvolgendo gli enti territoriali, i centri di ricerca e le imprese che operano nel settore sul territorio.

#### N.E.T.V.A.L.
Il Network per la Valorizzazione della Ricerca (NETVAL) è un’associazione senza finalità di lucro con sede a Lecco, rappresentante del network italiano degli uffici di Trasferimento Tecnologico e Terza Missione.
Attualmente annovera 72 membri tra cui 56 Università, 7 EPR, 6 IRCCS, 2 Fondazioni e 1 Associazione.
La missione principale del NETVAL consiste nella valorizzazione e lo sfruttamento dei risultati della ricerca attraverso la rete degli uffici di TT e la collaborazione con il sistema economico e industriale, le istituzioni, le associazioni industriali, i venture capitalist e la finanza. L’ASI è Socio Ordinario.

#### Women in Aerospace Europe
La Women in Aerospace Europe (WIA-Europe) è stata fondata a maggio 2009 su iniziativa di Simonetta Di Pippo e Claudia Kessler, al fine di promuovere in Europa le pari opportunità nel settore aerospaziale sul modello dell’Associazione statunitense Women in Aerospace US.

## Strutture principali
- Sede centrale
- Centro ALTEC (tramite ALTEC)
- Centro di geodesia spaziale Giuseppe Colombo
- Centro spaziale Luigi Broglio
- Centro spaziale del Fucino (tramite Telespazio)
- Space Propulsion Test Facility di Perdasdefogu (tramite Avio ) - in costruzione
- Spazioporto all'interno dell'Aeroporto di Taranto-Grottaglie (tramite MIT, ENAC, ALTEC e Virgin Galactic) - in costruzione

## Vertici dell'Agenzia
Cronologia dei vertici dell'Agenzia.
| Periodo     | Carica e nome | Note          |
| ----------- | --- | ------------- |
| dal 2023    | - Presidente: Teodoro Valente                                                                                              | DM 08/06/2023 |
| 2019-2023   | - Presidente: Giorgio Saccoccia                                                                                            | [ 76 ] [ 77 ] |
| 2018        | - Commissario Straordinario: Piero Benvenuti - Sub-Commissario: Giovanni Cinque                                            | [ 78 ] [ 79 ] |
| 2014-2018   | - Presidente: Roberto Battiston                                                                                            | [ 80 ]        |
| 2014        | - Commissario straordinario: Aldo Sandulli                                                                                 | [ 80 ]        |
| 2009 - 2014 | - Presidente: Enrico Saggese                                                                                               | [ 81 ]        |
| 2008 - 2009 | - Commissario Straordinario: Enrico Saggese                                                                                | [ 82 ]        |
| 2007 - 2008 | - Presidente: Giovanni Fabrizio Bignami                                                                                    | [ 83 ]        |
| 2006 - 2007 | - Commissario Straordinario: Vincenzo Roppo                                                                                | [ 84 ]        |
| 2004 - 2006 | - Presidente: Sergio Vetrella                                                                                              | [ 85 ]        |
| 2003 - 2004 | - Commissario straordinario: Sergio Vetrella                                                                               | [ 85 ]        |
| 2001 - 2003 | - Presidente: Sergio Vetrella                                                                                              | [ 85 ]        |
| 1996 - 2001 | - Presidente: Sergio De Julio                                                                                              | [ 86 ]        |
| 1995 - 1996 | - Amministratore Straordinario: Silvano Casini                                                                             | [ 87 ]        |
| 1994 - 1995 | - Presidente: Giorgio Fiocco                                                                                               | [ 88 ]        |
| 1993 - 1994 | - Commissario straordinario: Giampietro Puppi - Subcommissario: Franco Zeviani Pallotta - Subcommissario: Giuseppe Guarino | [ 89 ]        |
| 1988 - 1993 | - Presidente: Luciano Guerriero                                                                                            | [ 90 ]        |